# Ulrich Kartzke
Ulrich Kartzke (* 2. Juni 1958 in Berlin) ist ein deutscher Jurist und war von Anfang Juli 2012 bis Ende Juni 2024 Richter am Bundesgerichtshof.

## Leben
Kartzke begann 1988 im höheren Justizdienst des Landes Bayern seine juristische Karriere. 1990 promovierte er zum Thema Scheinehen zur Erlangung aufenthaltsrechtlicher Vorteile. Er war zunächst als Regierungsrat im Bayerischen Staatsministerium der Justiz und als Staatsanwalt eingesetzt. 1991 wurde er zum Staatsanwalt auf Lebenszeit ernannt und von 1991 bis 1994 als wissenschaftlicher Mitarbeiter an den Bundesgerichtshof abgeordnet. 1994 wurde er zum Richter am Landgericht München I ernannt. Ab 1997 war er für fünf Jahre wieder im Staatsministerium der Justiz tätig. 2002 wurde er Richter am Oberlandesgericht München und gehörte dort zwei Zivilsenaten an, die sich mit gewerblichem Rechtsschutz und Kartellrecht befassten. 2003 wurde er stellvertretender Vorsitzender dieser beiden Senate des Oberlandesgerichtes. 2012 wurde er zum Richter am Bundesgerichtshof ernannt und dort dem VII. Zivilsenat des Bundesgerichtshofes zugewiesen, der für Bau- und Architektenrecht zuständig ist.
Mit Ablauf des 30. Juni 2024 trat Kartzke in den Ruhestand.